# Contea di Gaines
La contea di Gaines (in inglese Gaines County) è una contea dello Stato del Texas, negli Stati Uniti. La popolazione al censimento del 2010 era di 17 526 abitanti Il capoluogo di contea è Seminole. La contea è stata creata nel 1876 ed in seguito organizzata nel 1905. Il suo nome deriva da James Gaines, un commerciante che ha firmato la Dichiarazione d'Indipendenza del Texas.

## Geografia fisica
| Anno | Popolazione | ±%       |
| ---- | ----------- | -------- |
| 1880 | 8           |          |
| 1890 | 68          | 750.0%   |
| 1900 | 55          | −19.1%   |
| 1910 | 1,255       | 2,181.8% |
| 1920 | 1,018       | −18.9%   |
| 1930 | 2,800       | 175.0%   |
| 1940 | 8,136       | 190.6%   |
| 1950 | 8,909       | 9.5%     |
| 1960 | 12,267      | 37.7%    |
| 1970 | 11,593      | −5.5%    |
| 1980 | 13,150      | 13.4%    |
| 1990 | 14,123      | 7.4%     |
| 2000 | 14,467      | 2.4%     |
| 2010 | 17,526      | 21.1%    |

Secondo l'Ufficio del censimento degli Stati Uniti d'America la contea ha un'area totale di 1503 miglia quadrate (3890 km²), di cui 1502 miglia quadrate (3890 km²) sono terra, mentre 0,5 miglia quadrate (1,3 km², corrispondenti allo 0,03% del territorio) sono costituiti dall'acqua.

### Strade principali
- U.S. Highway 62
- U.S. Highway 180
- U.S. Highway 385
- State Highway 83
- State Highway 115
- State Highway 214

### Contee adiacenti
- Yoakum County (nord)
- Terry County (nord)
- Dawson County (est)
- Martin County (sud-est)
- Andrews County (sud)
- Lea County (ovest)

## Media
La contea è servita dal giornale Seminole Sentinel, che pubblica due edizioni a settimane. Sono inoltre presenti le stazioni radio KIKZ (AM) e KSEm-FM.